# Max Havart
Max Havart   (Perpinyà, 3 d'abril de 1924 - Arles, 2 d'agost de 2006) fou un compositor de sardanes català, instrumentista de tible i tenora, pedagog i investigador sobre la cobla.

## Biografia[3]
Va néixer a Perpinyà l'any 1924, i ha estat instrumentista de tible i tenora, i impulsor de nombroses cobles rosselloneses, especialment de la Principal del Rosselló. A partir de 1967 exercí la càtedra de professor d'instruments catalans al Conservatori de Música de Perpinyà, on va desenvolupar un mètode pedagògic per al tible i la tenora.
Entre les seves composicions destaquen un centenar d'harmonitzacions de danses catalanes per a cobla i obres de format lliure amb lluïment de tots dos instruments. A més a més, és creador de més de cent sardanes, amb noms coneguts com a Ceretana, Alt Vallespir i L'avi Vador. Dues de les seves darreres cançons, Dos companys i Parc Pompeu Fabra, es van estrenar enguany a Palamós i Cardedeu.

## Distincions
- Orde de les Arts i de les Lletres de França (1983).[3]

## Discografia
- Max Havart. De Saint Laurent... a Sant Quirze (2009). Cobla Jovenívola de Sabadell
- Max Havart. Lluïments (2011). Cobla Principal de la Bisbal